# 萨图尔尼努斯
萨图尔尼努斯（拉丁語：Lucius Appuleius Saturninus，公元前2世纪-公元前100年）前104年罗马出现粮荒时，他在奥斯提亚出任财务官，负责谷物供给，后被元老院一位贵族领袖取代。他分别于前103年和前100年任保民官，并与马略合作，为后者老兵分地。他常利用有组织暴乱通过立法。前99年他被执政官候选人格劳西亚支持競选保民官。格劳西亚的对手迈密乌斯被杀后，马略与其划清界限。元老院通過緊急決定，将他与格劳西亚监禁并杀死。

## 扩展阅读
- Chisholm, Hugh (编). .  (第11版). London: Cambridge University Press. 1911.